# Ingolstadt (Sugenheim)

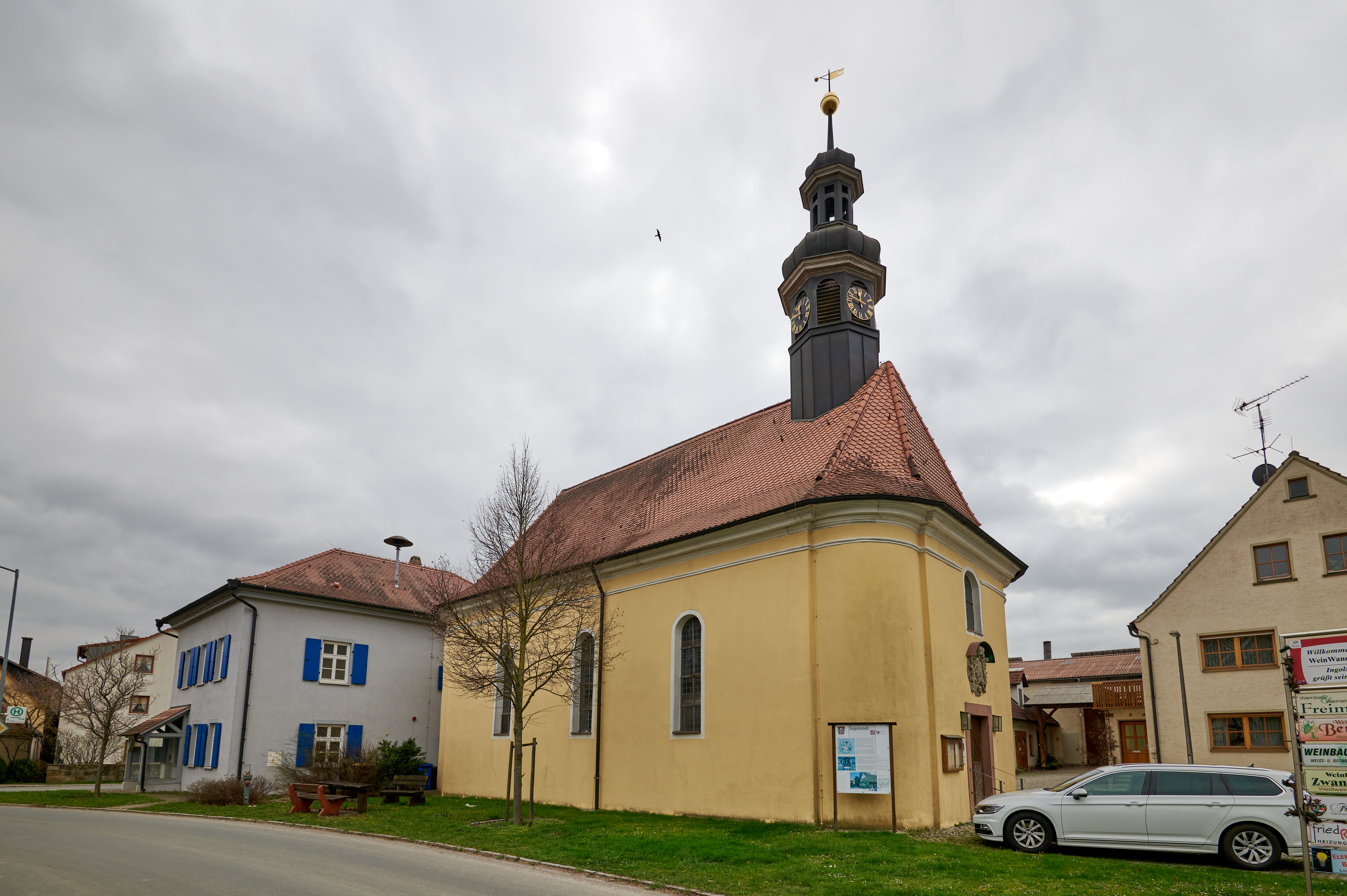
Friedenskirche

Ingolstadt ([ˈɪŋɡɔlˌʃtat] ⓘ, fränkisch: Inglschdad) ist ein Gemeindeteil des Marktes Sugenheim im Landkreis Neustadt an der Aisch-Bad Windsheim (Mittelfranken, Bayern). Die Gemarkung Ingolstadt hat eine Fläche von 5,887 km². Sie ist in 551 Flurstücke aufgeteilt, die eine durchschnittliche Fläche von 10684,72 m² haben.

## Geografische Lage
Das Kirchdorf liegt in der breiten Talebene Kleine Ehe und ist von Acker- und Grünflächen umgeben. Die Kreisstraße NEA 32 führt nach Krautostheim zur Staatsstraße 2256 (3 km südlich) bzw. nach Krassolzheim (1,8 km westlich). Die Kreisstraße NEA 31 führt nach Ezelheim (1,8 km südöstlich).

## Geschichte
Der Ort wurde 1220 als „Ingelenstat“ erstmals urkundlich erwähnt. Das Bestimmungswort des Ortsnamens ist der Personenname Ingilo, eine Diminutivform von Ingo. Ingolstadt war ein Lehen des Hochstifts Würzburg. Um 1790 gab es im Ort 34 Untertansfamilien. Grundherren waren das würzburgische Amt Bibart (28), die Reichsstadt Windsheim (1) und die Herrschaft Sugenheim (5).
Im Jahre 1806 kam Ingolstadt zum Königreich Bayern. Im Rahmen des Gemeindeedikts (frühes 19. Jahrhundert) entstand der Steuerdistrikt Ingolstadt und die Ruralgemeinde Ingolstadt. Sie war in Verwaltung und Gerichtsbarkeit dem Landgericht Markt Bibart zugeordnet und in der Finanzverwaltung dem Rentamt Iphofen. Ab 1862 war das Bezirksamt Scheinfeld für die Verwaltung (1939 in Landkreis Scheinfeld umbenannt) und ab 1879 das Rentamt Markt Bibart für die Finanzverwaltung zuständig (1919–1929: Finanzamt Markt Bibart, von 1929 bis 1972: Finanzamt Neustadt an der Aisch, seit 1972: Finanzamt Uffenheim). Die Gerichtsbarkeit blieb bis 1879 beim Landgericht Markt Bibart, von 1880 bis 1973 war das Amtsgericht Scheinfeld zuständig, seitdem ist es das Amtsgericht Neustadt an der Aisch. 1964 hatte die Gemeinde eine Gebietsfläche von 5,884 km². Am 1. Januar 1972 wurde Ingolstadt im Zuge der Gebietsreform in Bayern nach Sugenheim eingemeindet.

### Baudenkmäler
In Ingolstadt gibt es zehn Baudenkmäler:
- Friedenskirche (Ingolstadt), evangelisch-lutherische Kirche
- Klein- und Wohnstallhäuser

### Bodendenkmäler
In der Gemarkung Ingolstadt gibt es zwei Bodendenkmäler.

### Einwohnerentwicklung
| Jahr      | 1818  | 1840   | 1852   | 1855   | 1861   | 1867   | 1871   | 1875   | 1880   | 1885   | 1890   | 1895   | 1900   | 1905   | 1910   | 1919   | 1925   | 1933   | 1939   | 1946   | 1950   | 1952   | 1961   | 1970   | 1987  |
| Einwohner | 190   | 205    | 184    | 187    | 202    | 208    | 207    | 205    | 210    | 192    | 184    | 183    | 177    | 175    | 156    | 142    | 151    | 154    | 145    | 218    | 200    | 181    | 151    | 130    | 121   |
| Häuser    | 40    | 38     |        |        |        |        | 39     |        |        | 38     | 40     |        | 38     |        |        |        | 35     |        |        |        | 33     |        | 33     |        | 30    |
| Quelle    | [ 8 ] | [ 15 ] | [ 16 ] | [ 16 ] | [ 17 ] | [ 18 ] | [ 19 ] | [ 20 ] | [ 21 ] | [ 22 ] | [ 23 ] | [ 16 ] | [ 24 ] | [ 16 ] | [ 25 ] | [ 16 ] | [ 26 ] | [ 16 ] | [ 16 ] | [ 16 ] | [ 27 ] | [ 16 ] | [ 10 ] | [ 28 ] | [ 2 ] |

## Religion
Ingolstadt ist nach St. Johannes (Krautostheim) gepfarrt seit der Reformation evangelisch-lutherisch gepfarrt. Die Friedenskirche (Ingolstadt) ist eine Filiale von Krautostheim.